# Popis zatvorenih operacijskih sustava

### Amiga
- Amiga OS

### Apple
- Mac OS
- OS X

### Atari
- TOS

### Digital Research
- CP/M
- CP/M-80
- CP/M-86
- CP/M-68k
- MP/M
- DR-DOS
- GEM
- GEMDOS

### DEC
- DOS/BATCH 11
- Digital UNIX
- OpenVMS
- OS/8
- RT-11
- RSX-11
- TOPS-10
- TOPS-20
- Ultrix
- VMS

### Hewlett-Packard
- HP-UX

### IBM
- AIX
- PC-DOS
- OS/2
- z/OS
- OS-390
- VMS

### Microsoft
- MS-DOS
- Microsoft Windows
- Microsoft Windows NT
- Xenix
- Windows CE
- Pocket PC

### Sun
- Solaris
- Sun OS